# Anaphes nigrellus
Anaphes nigrellus är en stekelart som beskrevs av Girault 1911. Anaphes nigrellus ingår i släktet Anaphes och familjen dvärgsteklar. Inga underarter finns listade i Catalogue of Life.